# Besseria melanura
Besseria melanura är en tvåvingeart som först beskrevs av Johann Wilhelm Meigen 1824.  Besseria melanura ingår i släktet Besseria och familjen parasitflugor. Arten är reproducerande i Sverige. Inga underarter finns listade i Catalogue of Life.